# Leila Meflah
Leila Meflah est une footballeuse internationale algérienne, née le 9 juin 1982 à Clamart (Hauts-de-Seine). Elle évolue actuellement comme milieu de terrain à la VGA Saint-Maur.

## Biographie
Formée au COM Bagneux, elle y débute en équipe première lors de la saison 2002-2003. Elle dispute notamment la finale de D3 . Elle participe au Championnat d'Afrique féminin de football 2004 en Afrique du Sud. Régulièrement titulaire au COM Bagneux, elle y évolue en D2 jusqu'en 2011, où elle rejoint à l'été le club alsacien du FC Vendenheim, promu en D1 à l'intersaison. Après avoir loupé le début de saison en raison de sa participation aux Jeux Africains avec la sélection algérienne , elle découvre la première division dans le Bas-Rhin mais n'y dispute que dix matches mais consécutivement, de la troisième à la douzième journée . 
Au bout d'une saison, elle revient en Ile-de-France, à la VGA Saint-Maur, alors en DH. Elle participe alors à la remontée du club val-de-marnais en D2, avec en bonus un parcours jusqu'en 1/8 de finale en Coupe de France . Elle est actuellement capitaine de la VGA.

## Palmarès
Participation à 3 coupes d'Afrique
- 1er tour Championnat d'Afrique  2004
- 1er tour Championnat d'Afrique 2006
- 1er tour Championnat d'Afrique 2010
- Vainqueur du Championnat arabe féminin en 2006
- Médaille de bronze aux Jeux africains de 2011

## Statistiques
| Saison    | Equipe      | D1 | D1  | D1 | D2 | D2  | D2 | CIR | CIR | CIR | D3 Finale | D3 Finale | D3 Finale | CdF | CdF | CdF |
| Saison    | Equipe      | M  | Tit | B  | M  | Tit | B  | M   | Tit | B   | M         | Tit       | B         | M   | Tit | B   |
| --------- | ----------- | -- | --- | -- | -- | --- | -- | --- | --- | --- | --------- | --------- | --------- | --- | --- | --- |
| 2000-2001 | Bagneux     |    |     |    |    |     |    |     |     |     |           |           |           |     |     |     |
| 2001-2002 | Bagneux     |    |     |    |    |     |    |     |     |     |           |           |           |     |     |     |
| 2002-2003 | Bagneux     |    |     |    |    |     |    |     |     |     | 1         | 1         | 0         |     |     |     |
| 2003-2004 | Bagneux     |    |     |    |    |     |    |     |     |     |           |           |           |     |     |     |
| 2004-2005 | Bagneux     |    |     |    |    |     |    |     |     |     |           |           |           |     |     |     |
| 2005-2006 | Bagneux     |    |     |    |    |     |    |     |     |     |           |           |           |     |     |     |
| 2006-2007 | Bagneux     |    |     |    | 15 | 15  | 2  |     |     |     |           |           |           |     |     |     |
| 2007-2008 | Bagneux     |    |     |    | 16 | 16  | 1  |     |     |     |           |           |           | 3   | 3   | 2   |
| 2008-2009 | Bagneux     |    |     |    | 20 | 20  | 5  |     |     |     |           |           |           | 1   | 1   | 1   |
| 2009-2010 | Bagneux     |    |     |    | 19 | 19  | 4  |     |     |     |           |           |           | 2   | 2   | 0   |
| 2010-2011 | Bagneux     |    |     |    | 20 | 19  | 3  |     |     |     |           |           |           |     |     |     |
| 2011-2012 | Vendenheim  | 10 | 10  | 0  |    |     |    |     |     |     |           |           |           |     |     |     |
| 2012-2013 | Saint-Maur  |    |     |    |    |     |    | 4   | 4   | 0   |           |           |           | 3   | 3   | 1   |
| 2013-2014 | Saint-Maur  |    |     |    | 22 | 22  | 6  |     |     |     |           |           |           |     |     |     |
| 2014-2015 | Saint-Maur  |    |     |    | 19 | 18  | 0  |     |     |     |           |           |           | 2   | 2   | 0   |
| 2015-2016 | Saint-Maur  | 13 | 12  | 0  |    |     |    |     |     |     |           |           |           | 3   | 3   | 0   |
| 2017-2018 | Saint-Denis |    |     |    |    |     |    |     |     |     |           |           |           | 2   | 2   | 0   |
| 2018-2019 | Saint-Denis |    |     |    | 22 | 22  | 1  |     |     |     |           |           |           |     |     |     |
| 2019-2020 | Saint-Denis |    |     |    | 16 | 14  | 4  |     |     |     |           |           |           | 3   | 3   |     |